# 2103 Laverna
2103 Laverna è un asteroide della fascia principale del diametro medio di circa 22,81 km. Scoperto nel 1960, presenta un'orbita caratterizzata da un semiasse maggiore pari a 3,1415963 UA e da un'eccentricità di 0,1920261, inclinata di 7,69727° rispetto all'eclittica.
L'asteroide porta il nome di Laverna, divinità della mitologia romana.